# 宇治田原町
宇治田原町（うじたわらちょう）は、京都府の南部に位置し、綴喜郡に属する町。

## 地理

### 地形

#### 山地
主な山
- 鷲峰山

主な峠
- 裏白峠

#### 河川
主な川
- 宇治川

### 人口
平成22年国勢調査より前回調査からの人口増減をみると、3.43％減の9,715人であり、増減率は府下26市町村中14位、36行政区域中23位。
| |                                            |  |
| 宇治田原町と全国の年齢別人口分布（2005年） | 宇治田原町の年齢・男女別人口分布（2005年） |  |
| ■紫色 ― 宇治田原町 ■緑色 ― 日本全国 | ■青色 ― 男性 ■赤色 ― 女性                  |  |
| 宇治田原町（に相当する地域）の人口の推移 \| 1970年（昭和45年） \| 6,991人 \| \| \| 1975年（昭和50年） \| 7,074人 \| \| \| 1980年（昭和55年） \| 7,180人 \| \| \| 1985年（昭和60年） \| 7,939人 \| \| \| 1990年（平成2年） \| 8,316人 \| \| \| 1995年（平成7年） \| 9,122人 \| \| \| 2000年（平成12年） \| 9,840人 \| \| \| 2005年（平成17年） \| 10,060人 \| \| \| 2010年（平成22年） \| 9,711人 \| \| \| 2015年（平成27年） \| 9,319人 \| \| \| 2020年（令和2年） \| 8,911人 \| \| |                                            |  |
| 総務省統計局 国勢調査より |                                            |  |
| 1970年（昭和45年） | 6,991人                                    |  |
| 1975年（昭和50年） | 7,074人                                    |  |
| 1980年（昭和55年） | 7,180人                                    |  |
| 1985年（昭和60年） | 7,939人                                    |  |
| 1990年（平成2年） | 8,316人                                    |  |
| 1995年（平成7年） | 9,122人                                    |  |
| 2000年（平成12年） | 9,840人                                    |  |
| 2005年（平成17年） | 10,060人                                   |  |
| 2010年（平成22年） | 9,711人                                    |  |
| 2015年（平成27年） | 9,319人                                    |  |
| 2020年（令和2年） | 8,911人                                    |  |

### 隣接自治体
京都府
- 宇治市
- 城陽市
- 久世郡：久御山町（飛び地）
- 綴喜郡：井手町
- 相楽郡：和束町

滋賀県
- 大津市
- 甲賀市

## 歴史

### 町名の由来
古くは「田の原」に由来して「田原郷」と称した。宇治との関わりが深くなった中世以降は「宇治の田原」や「宇治田原」と呼ばれるようになった。明治の町村制施行時の合併の際にはこれに因んで田原村と宇治田原村が成立した。

### 年表
- 1956年（昭和31年）9月30日 - 綴喜郡宇治田原村・田原村が合併し、宇治田原町が発足。町役場を旧田原村役場に設置。
- 1959年（昭和34年）11月 - 宇治田原町役場新庁舎が荒木に完成、移転する。
- 1969年（昭和44年）11月21日 - 町章制定。
- 1970年（昭和45年）4月 - 府道枚方水口線が国道307号線に昇格する。
- 1971年（昭和46年）10月15日 - 町の木「茶の木」制定。
- 1972年（昭和47年）7月1日 - 上水道給水開始。
- 1975年（昭和48年）4月 - 町役場庁舎増築工事完成。
- 1977年（昭和52年）10月 - 住民グラウンド完成。
- 1979年（昭和54年）4月 - 国道307号線郷之口バイパス完成。
- 1981年（昭和56年）11月5日 - 住民憲章制定。町の花「さざんか」制定。
- 1984年（昭和59年）
  - 3月 - 住民体育館完成。
  - 7月 - 住民プール完成。
- 1985年（昭和60年）3月 - 保健センター完成。
- 1986年（昭和61年）10月3日 - 町の歌制定。町の鳥「メジロ」制定。
- 1988年（昭和63年） - 宇治田原工業団地の分譲開始。
- 1989年（平成元年）10月27日 - 非核・平和都市を宣言。
- 1991年（平成3年）3月 - 田原川水辺のプロムナード「やすらぎの道」完成。
- 1992年（平成4年）12月 - 田辺町消防署（現・京田辺市消防署）宇治田原分署完成。
- 1996年（平成8年）6月 - 総合文化センター竣工。
- 2000年（平成12年）3月 - 上水道立川浄水場完成。公共下水道宇治田原浄化センター完成。
- 2001年（平成13年） - 緑苑坂テクノパークの分譲開始。
- 2004年（平成16年）12月 - 国道307号線裏白バイパス全線開通。
- 2005年（平成17年）3月 - マスコットキャラクター「茶っピー」誕生。
- 2011年（平成23年）8月10日 - 国道307号と京都府道62号宇治木屋線を結ぶ南バイパスが開通。
- 2020年（令和2年）7月27日 - 移転した役場庁舎での業務を開始。

## 行政

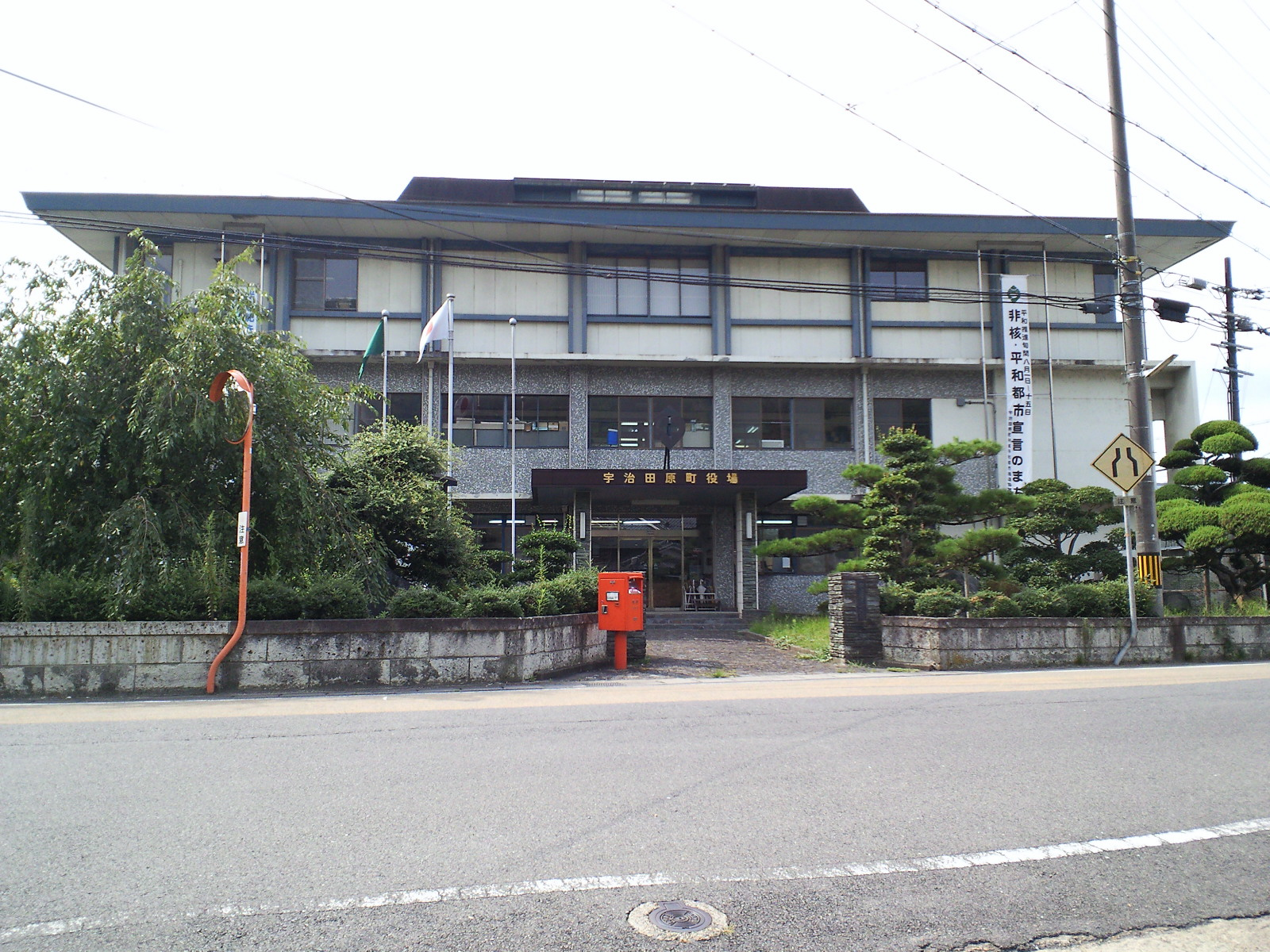
宇治田原町役場（旧庁舎）

### 町長
- 勝谷聡一（2025年2月9日就任 1期目）

歴代町長
| 代   | 氏名       | 就任年月日    | 退任年月日     | 備考               |
| ---- | ---------- | ------------- | -------------- | ------------------ |
| 初代 | 谷口宗三郎 | 1956年9月30日 | 1957年7月26日  |                    |
| 2    | 矢野芳造   | 1957年8月28日 | 1961年8月27日  |                    |
| 3    | 細谷福太郎 | 1961年8月28日 | 1965年8月27日  |                    |
| 4    | 玉木正照   | 1965年8月28日 | 1968年12月28日 | 病死により途中退任 |
| 5    | 永谷重三   | 1969年2月9日  | 1973年2月8日   |                    |
| 6    | 永谷重三   | 1973年2月9日  | 1977年2月8日   |                    |
| 7    | 永谷重三   | 1977年2月9日  | 1981年2月8日   |                    |
| 8    | 永谷重三   | 1981年2月8日  | 1985年2月8日   |                    |
| 9    | 永谷重三   | 1985年2月9日  | 1989年2月8日   |                    |
| 10   | 光嶋晴夫   | 1989年2月9日  | 1993年2月8日   |                    |
| 11   | 光嶋晴夫   | 1993年2月9日  | 1997年2月8日   |                    |
| 12   | 光嶋晴夫   | 1997年2月9日  | 2001年2月8日   |                    |
| 13   | 奥田光治   | 2001年2月9日  | 2005年2月8日   |                    |
| 14   | 奥田光治   | 2005年2月9日  | 2009年2月8日   |                    |
| 15   | 奥田光治   | 2009年2月9日  | 2013年2月8日   |                    |
| 16   | 西谷信夫   | 2013年2月9日  | 2017年2月8日   |                    |
| 17   | 西谷信夫   | 2017年2月9日  | 2021年2月8日   |                    |
| 18   | 西谷信夫   | 2021年2月9日  | 2025年2月8日   |                    |
| 19   | 勝谷聡一   | 2025年2月9日  | （現職）       |                    |

### 役所
宇治田原町役場
町が新市街地形成をめざす「新都市創造ゾーン」にあり、町道南北線と都市計画道路宇治田原山手線の北東角に位置する。旧庁舎（大字荒木小字西出10）から南東へ約1.4km。
本庁舎（鉄骨造3階建）に、保健センター・地域子育て支援センター（木造1階建）が隣接する。

## 政治

### 町議会
- 宇治田原町議会　定数：12人

### 衆議院
- 任期：2021年（令和3年）10月31日 - 2025年（令和7年）10月30日（「第49回衆議院議員総選挙」参照）

| 選挙区                                                                            | 議員名   | 党派名     | 当選回数 | 備考   |
| --------------------------------------------------------------------------------- | -------- | ---------- | -------- | ------ |
| 京都府第6区（宇治市、城陽市、八幡市、京田辺市、木津川市、久世郡、綴喜郡、相楽郡） | 山井和則 | 立憲民主党 | 8        | 選挙区 |

## 施設

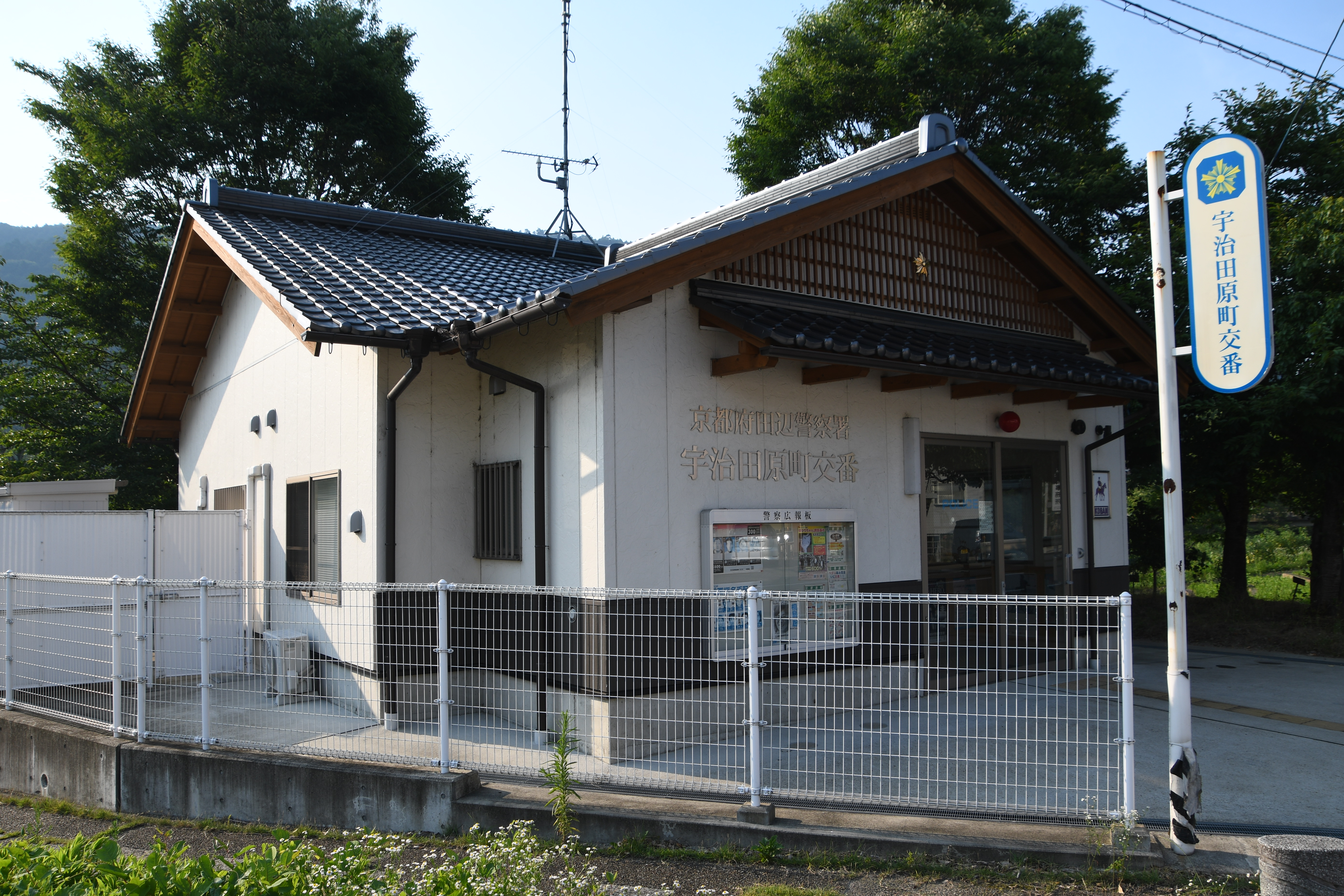
宇治田原町交番

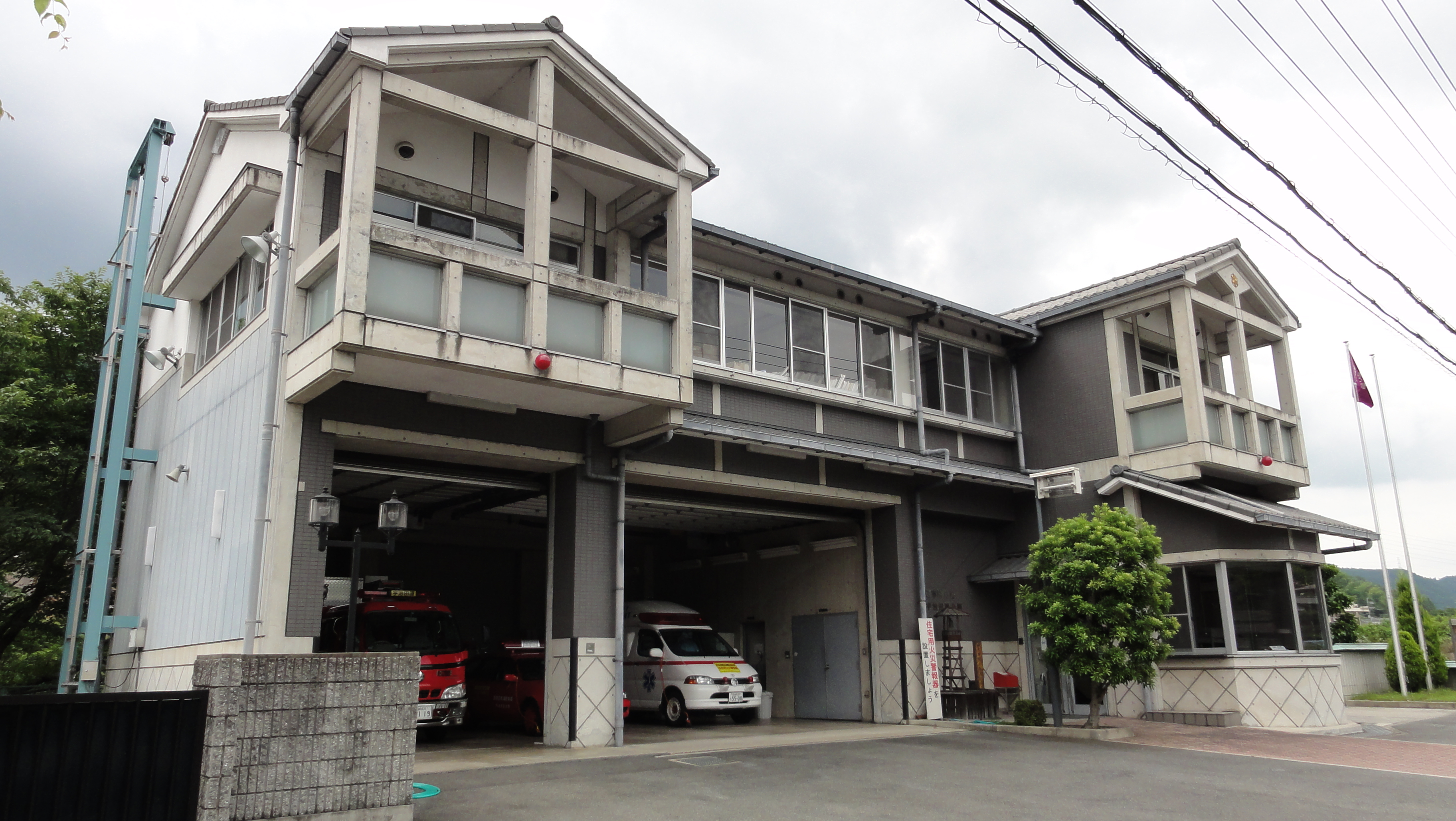
宇治田原分署

### 警察
本部
- 京都府警察 田辺警察署

交番
- 宇治田原町交番（宇治田原町立川）

### 消防
本部
- 京田辺市消防本部

消防署
- 宇治田原分署（宇治田原町大字立川小字平岡49-1）

### 郵便局
郵便局は宇治田原郵便局及び郷之口郵便局の2箇所が設置されている。郵便番号は610-02xx。
主な郵便局
- 宇治田原郵便局
- 郷之口郵便局

## 経済

### 第一次産業

#### 農業

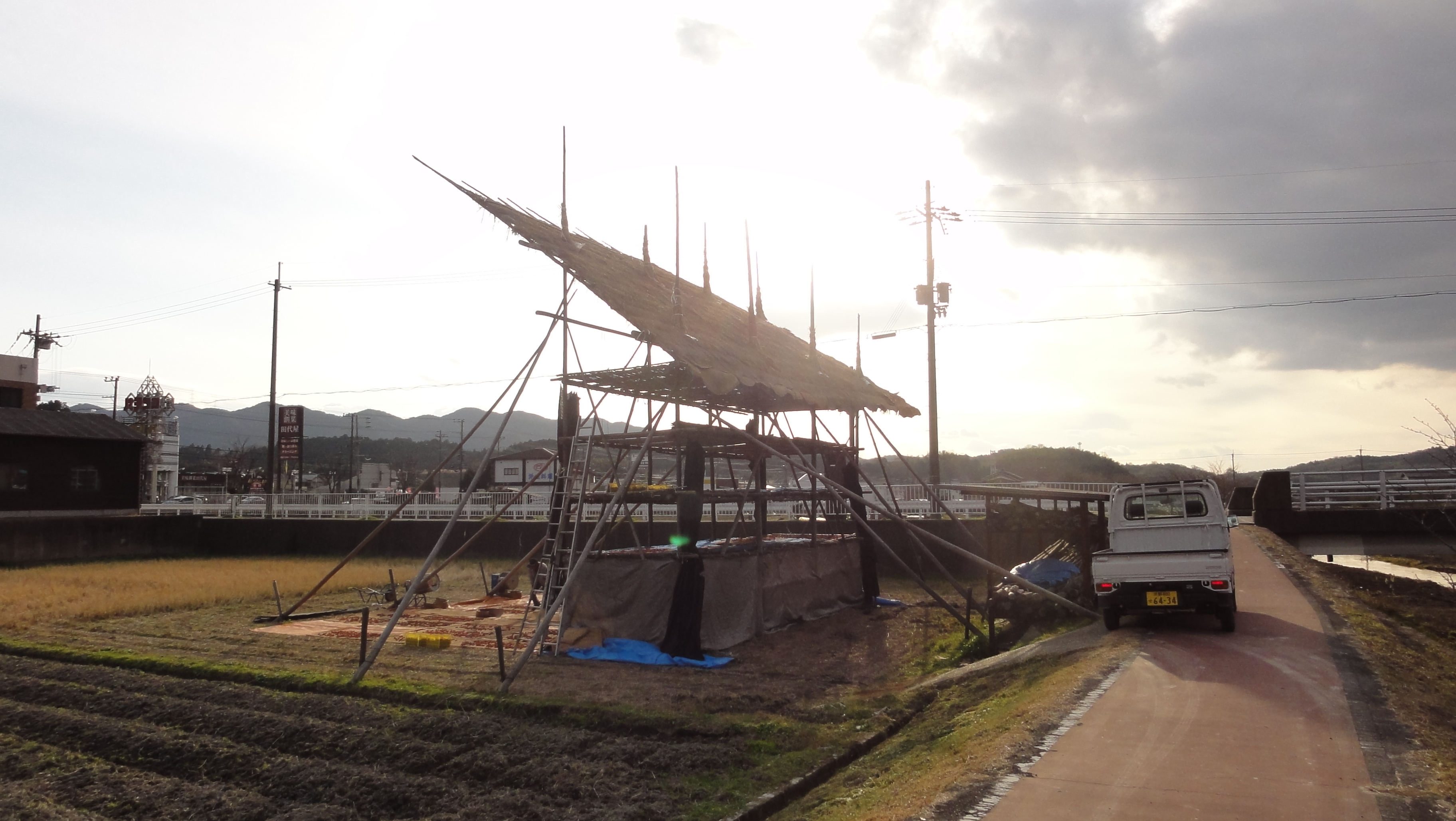
古老柿用の柿屋

- 茶 - 宇治田原町は、江戸時代に永谷宗円により青製煎茶製法が開発されたといわれており、「日本緑茶発祥の地」を標榜している。現在も京都府内の「宇治茶」の主要な産地の一角を占めている。
- 古老柿 - 宇治田原町では、毎年11月頃になると「柿屋」を建てて渋柿（鶴の子柿）を乾燥させる。（表面に白い粉が出れば完成）出荷された古老柿は12月中旬～翌年1月にかけて地元の茶屋やスーパーなどで販売される。

#### 林業
宇治田原町は、町域の約7割が山林で、内、5割以上がスギ・ヒノキの人工植林である。茶と並んで林業は主要な産業であったが、近年の林業を取り巻く危機的状況により、人工林の荒廃、餌を奪われた野生動物による農作物の食害などが発生している。

### 第二次産業

#### 工業
- 須河車体

工業団地
宇治田原町には民間が開発・分譲する2カ所の工業団地「宇治田原工業団地」と「緑苑坂テクノパーク」にあわせて60社近い企業が立地・操業し、雇用や税収面で大きく貢献している。

## 生活基盤

### ライフライン

#### 電信
- NTT西日本

市外局番は0774（市内局番は88）となっている。

## 教育

### 小学校
- 宇治田原町立宇治田原小学校
- 宇治田原町立田原小学校

### 中学校
- 宇治田原町立維孝館中学校

## 交通

### 鉄道
町内に鉄道は走っていない。直近の最寄り駅は西日本旅客鉄道（JR西日本）奈良線の山城青谷駅（城陽市）および山城多賀駅（井手町）。

### バス
近鉄京都線新田辺駅、JR学研都市線京田辺駅および、京阪宇治線宇治駅、JR奈良線宇治駅から、京都京阪バスが運行する。
データイムの運行頻度は、宇治方面・京田辺方面とも1時間毎となっている。いずれの鉄道駅からも「維中前」「工業団地」「緑苑坂」行きの便を利用する。ただし「工業団地」や「緑苑坂」まで行くバスは、宇治方面とはラッシュ時しか運行されておらず、それ以外の時間帯は「維中前」にて京田辺方面より来る便か、町が運行するバス（後述）に乗り継ぐ必要がある。
かつては山城青谷駅、城陽方面を経由して大久保駅に入る系統もあったが、2000年代後半に廃止されている（ただし、城陽市内にあたる多賀口～城陽市役所前については乗合タクシーが1日3往復、火・木に運行されており、新田辺駅行きのバスと接続を行っている）。
府県境を越えてJR石山駅へ行く便は2008年10月31日をもって廃止となったが、毎月13日の猿丸神社の月次祭開催日は、「維中前」から「猿丸神社」行きの臨時便が運行される。それ以外の路線は、国道307号沿いの「緑苑坂」「工業団地」までとなる。土休日は工業団地行きの便は少ない。
またバス便のなくなった地域（奥山田地区など）では、コミュニティバスや乗合タクシーが運行されている。一時期は湯屋谷地区への路線バスが発着地を新田辺駅に変更した上で運行を再開していたが、乗客減からこれも1年程度で廃止された。
2020年10月17日～12月13日の土休においては、京阪宇治駅より黄檗公園や平等院を経由し、宇治川ラインを通過しながら当町の湯屋谷へ至る「宇治やんたんライナー」が運行された。

#### 路線バス
- 京都京阪バス
- コミュニティバス、乗合タクシー（宇治田原町地域公共交通）[3]

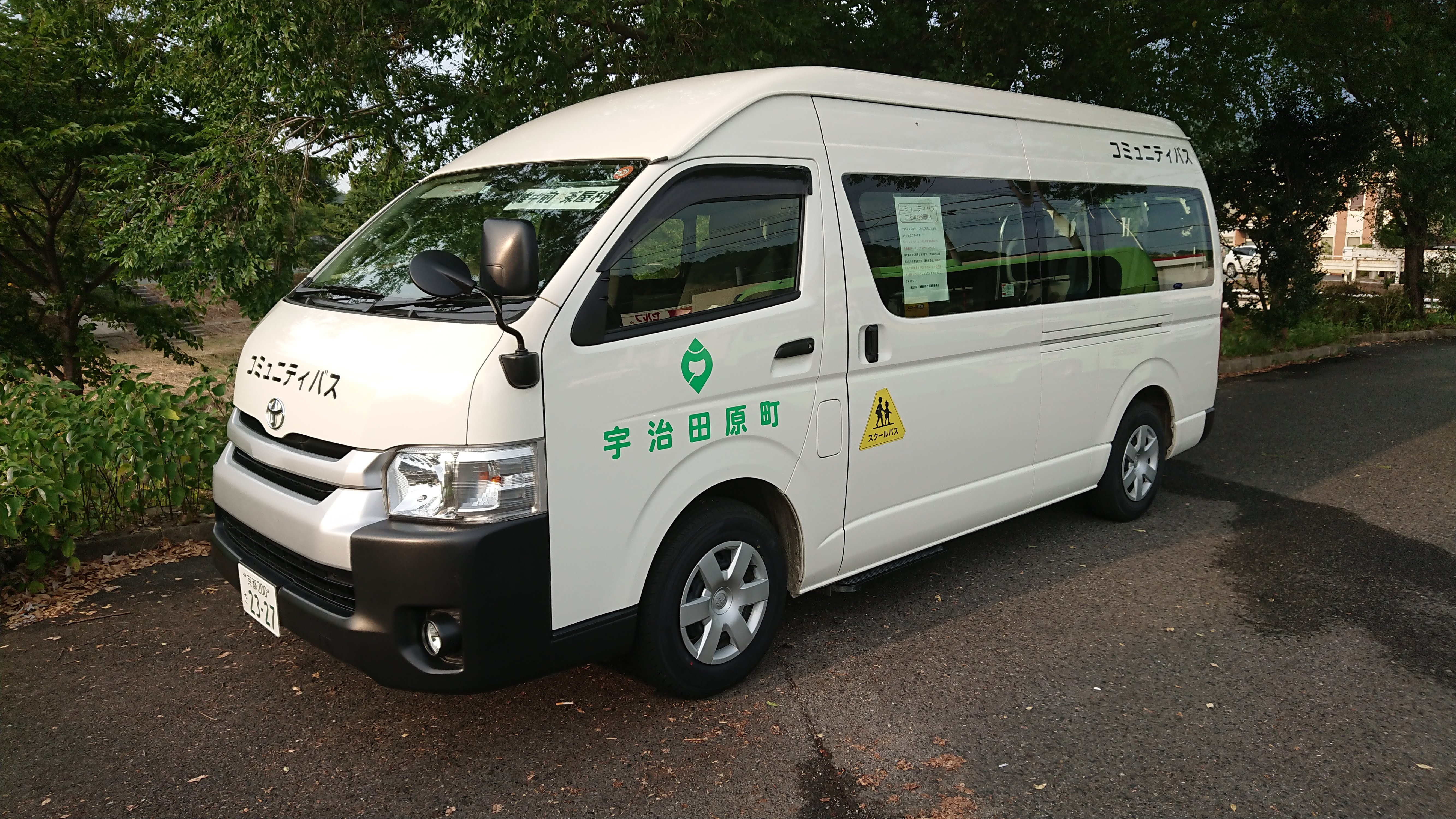
コミュニティバス
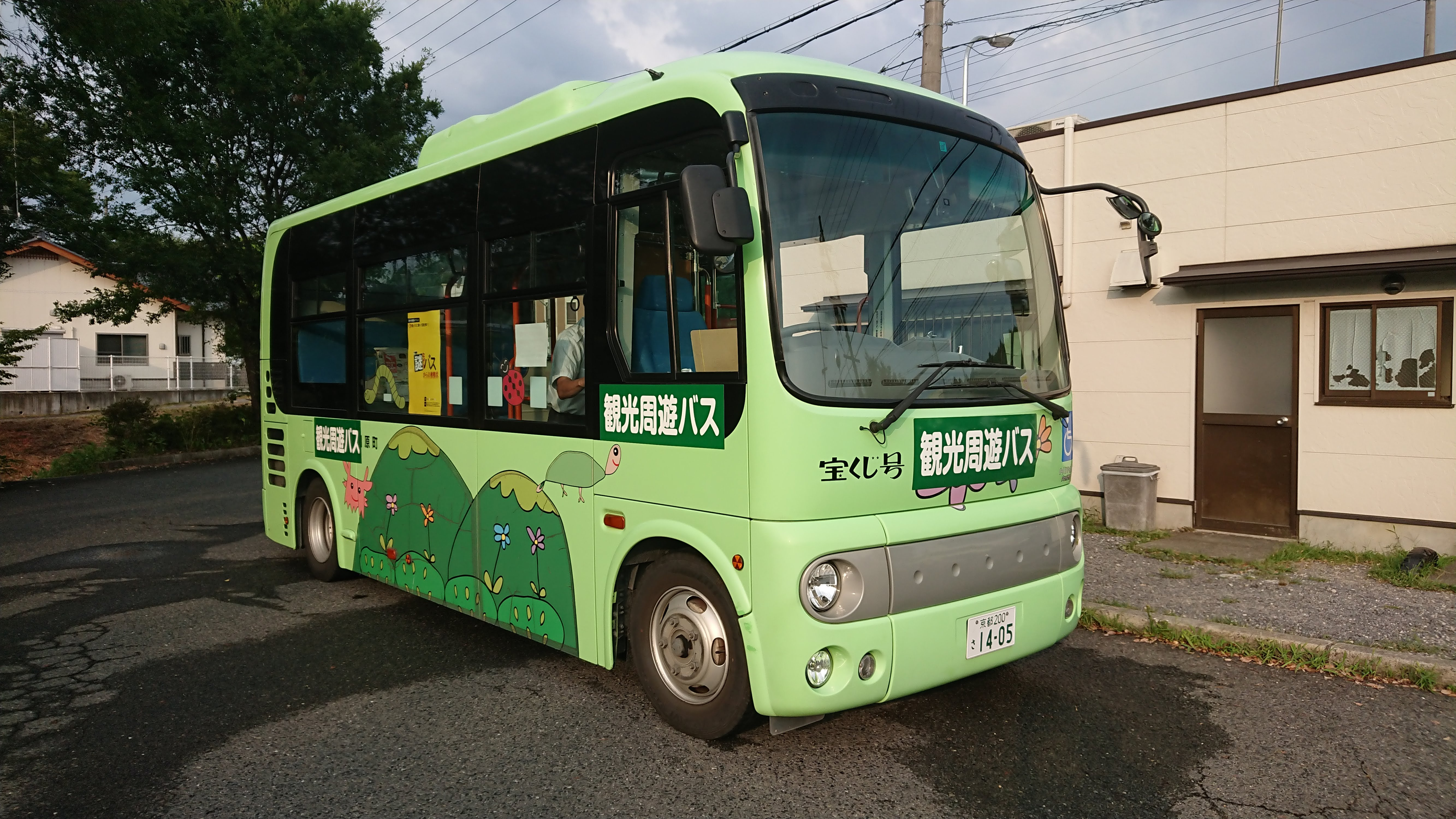
宇治田原観光バス

### 道路

#### 高速道路
西日本高速道路（NEXCO西日本）
- 新名神高速道路（事業中）：宇治田原IC（仮称）

#### 国道
- 国道307号

#### 府道
主要地方道
- 京都府道3号大津南郷宇治線（宇治川ライン）
- 京都府道62号宇治木屋線

一般府道
- 京都府道283号奥山田射場線
- 京都府道783号宇治田原大石東線

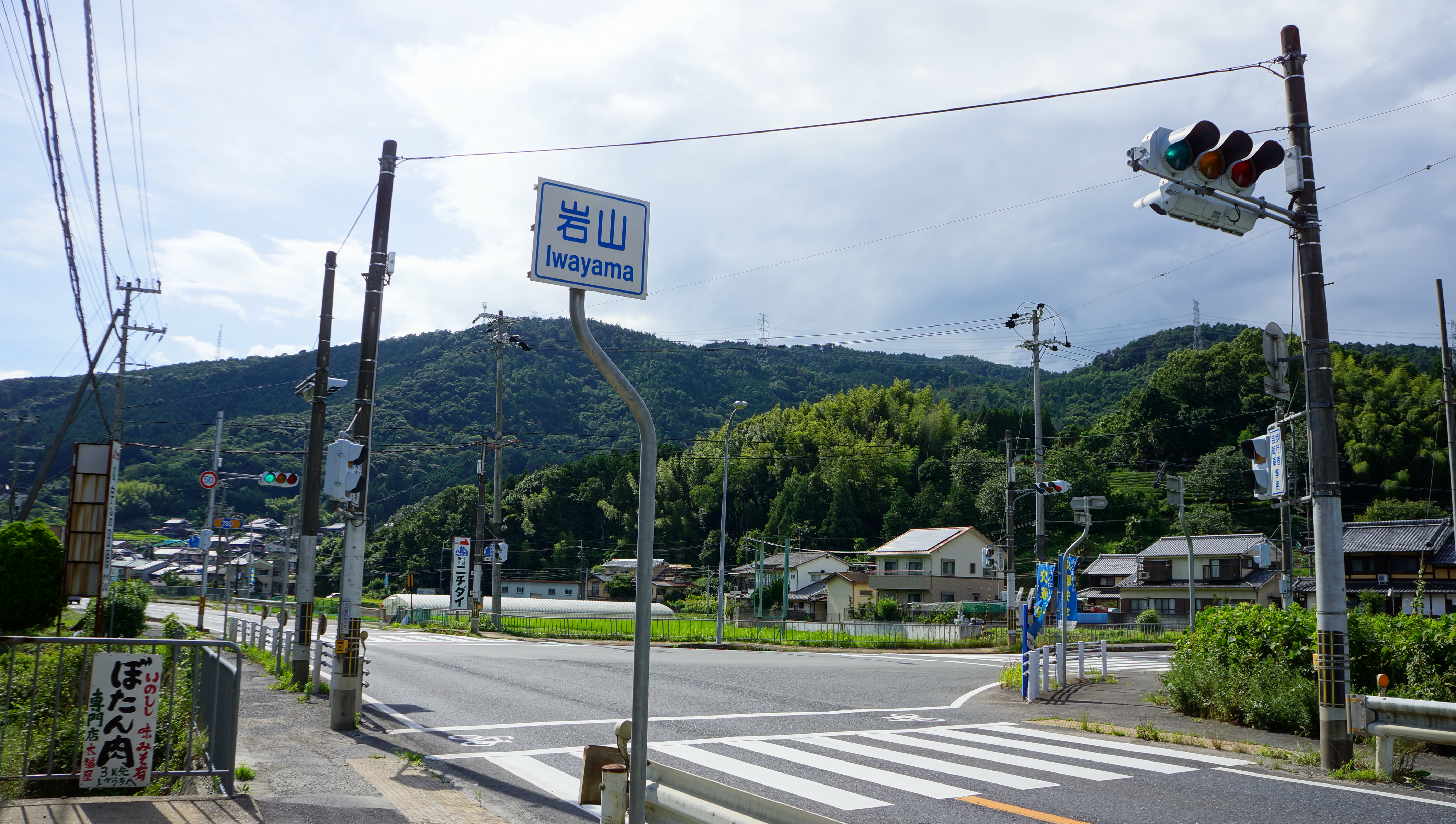
京都府道783号・国道307号線合流交差点
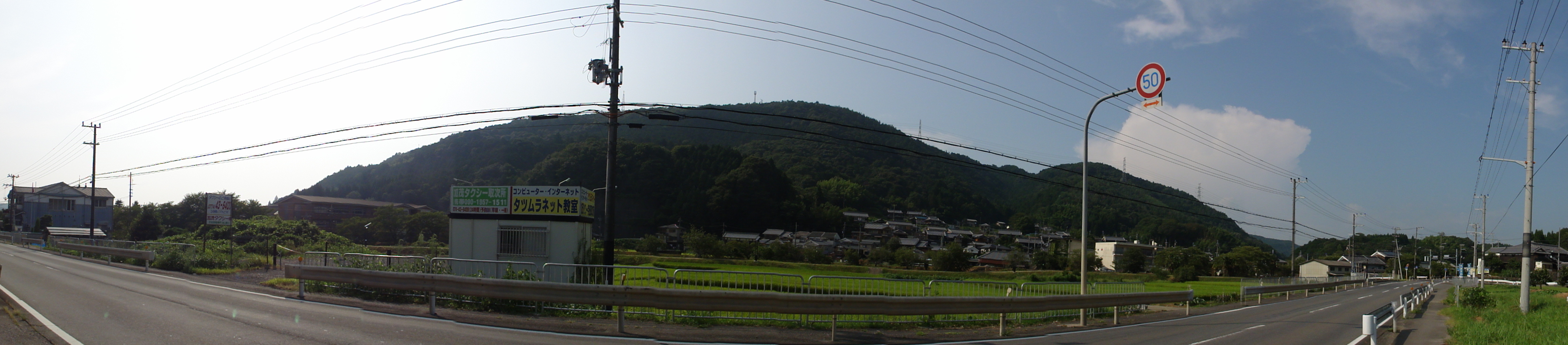
国道307号線 宇治田原町岩山付近
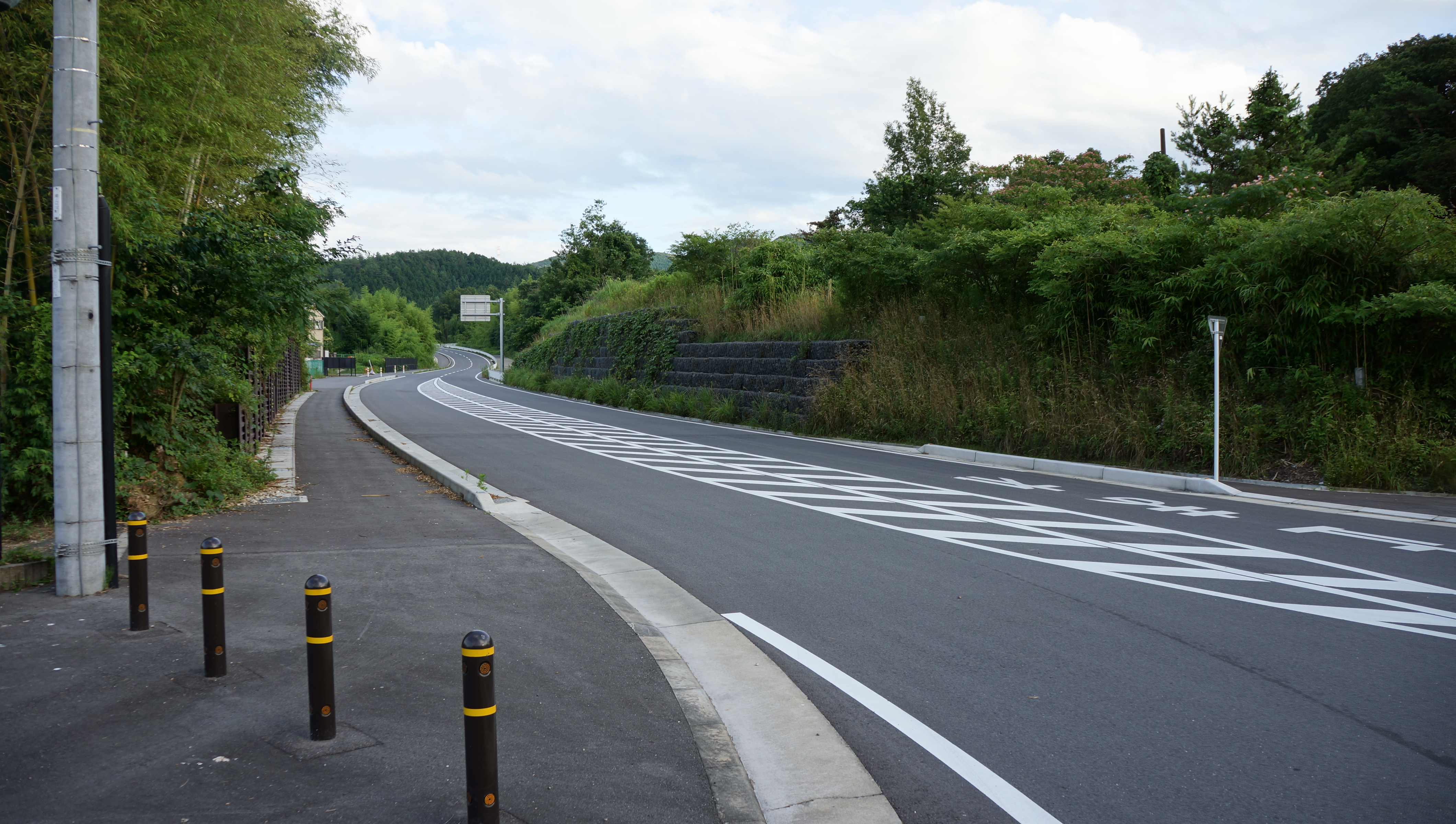
宇治木屋線南バイパス 銘城台側起点
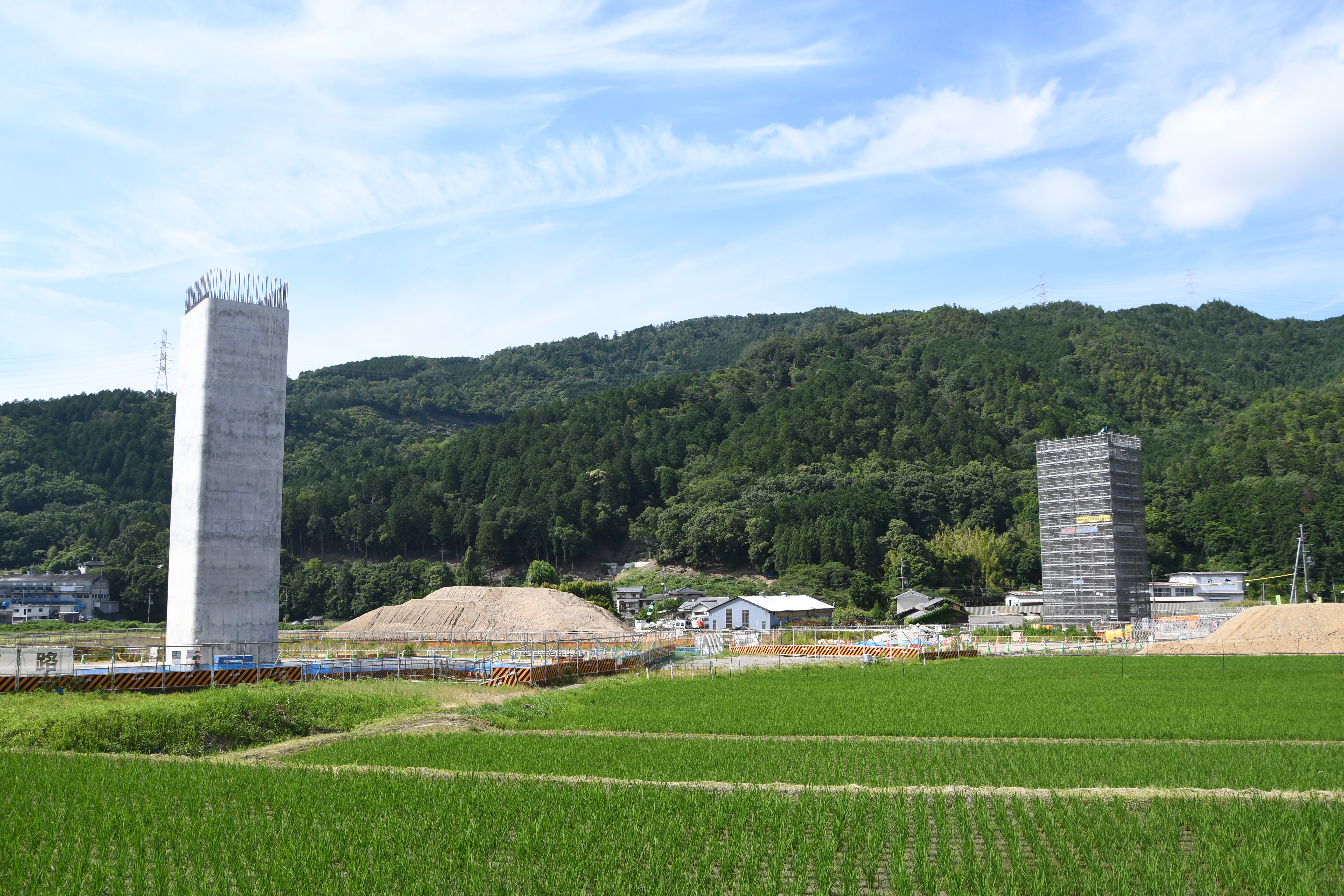
新名神高速道路　宇治田原第2高架橋　建設現場（郷之口、2018年撮影）

## 観光

山口城跡

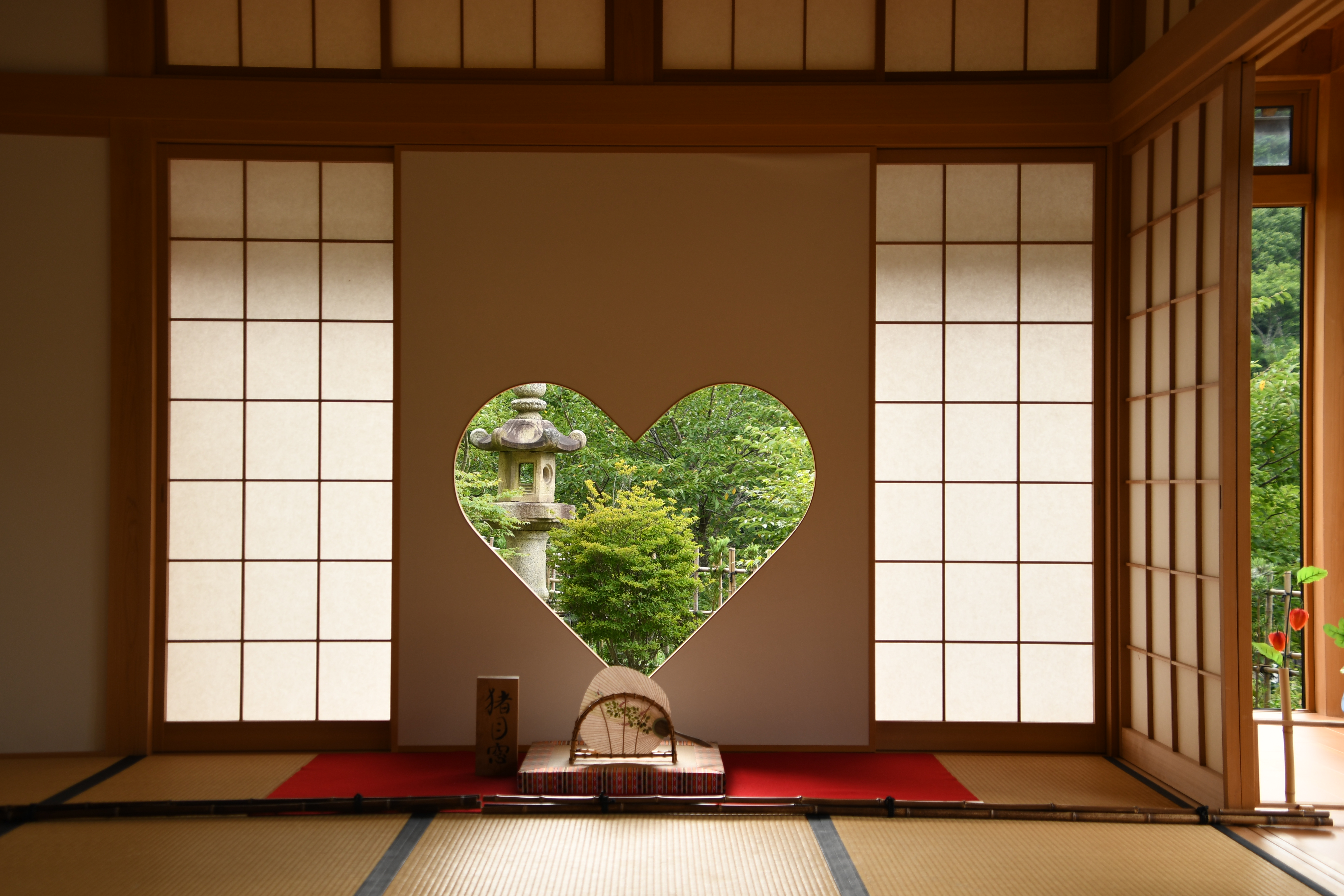
正寿院「猪目窓」

### 名所・旧跡
主な城郭
- 宇治田原城(山口城)
- 岩本城

主な神社

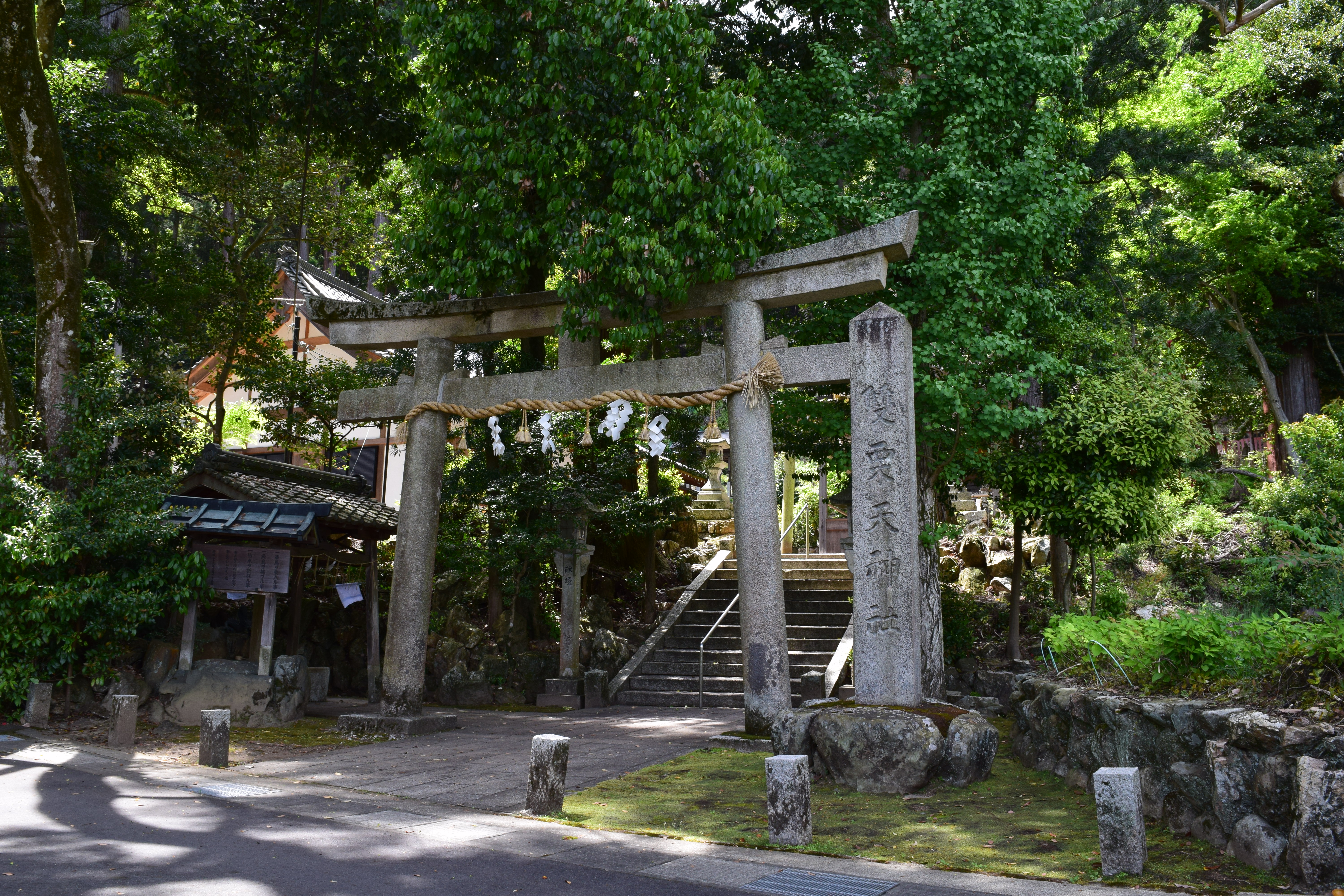
雙栗天神社
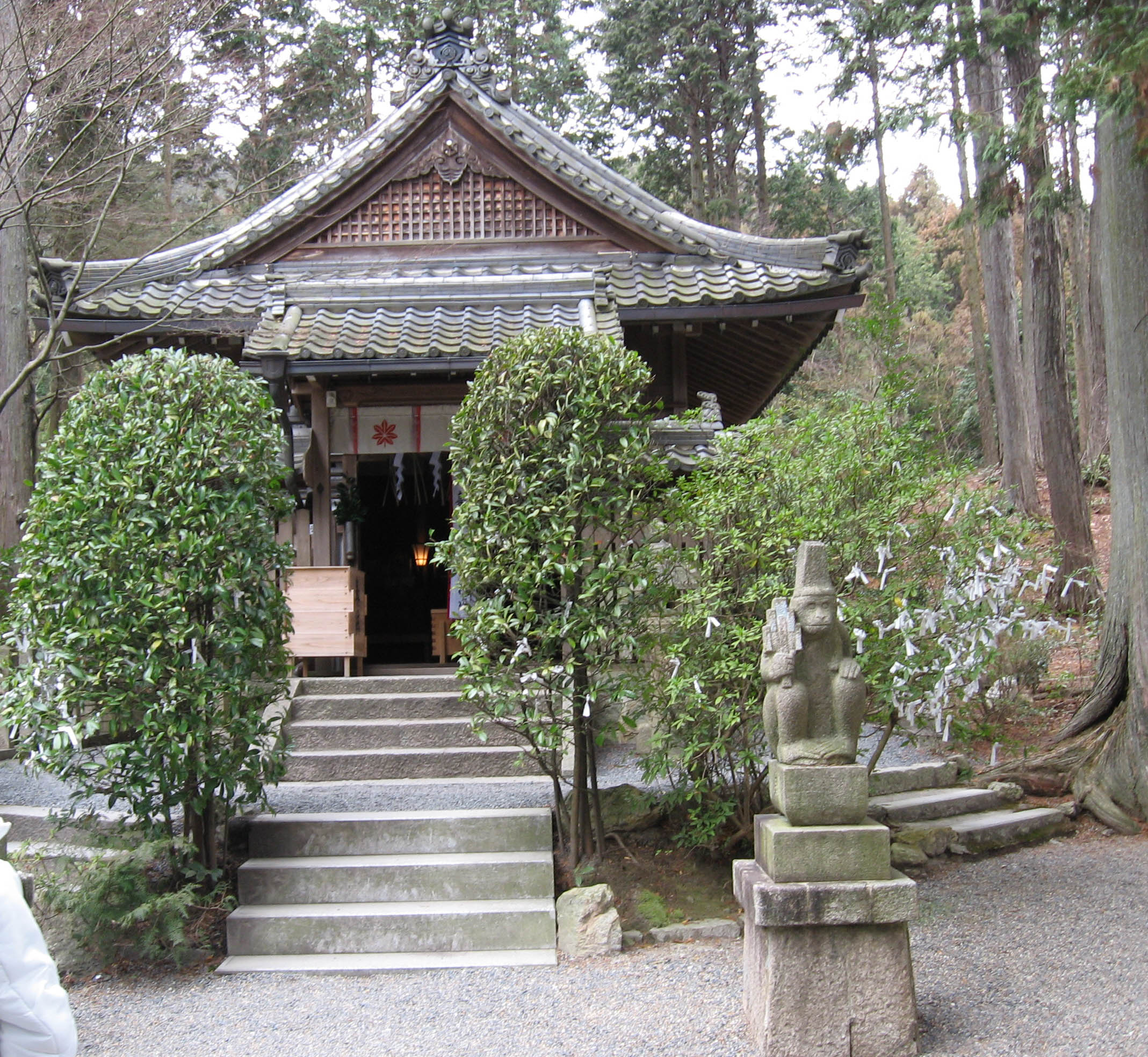
猿丸神社
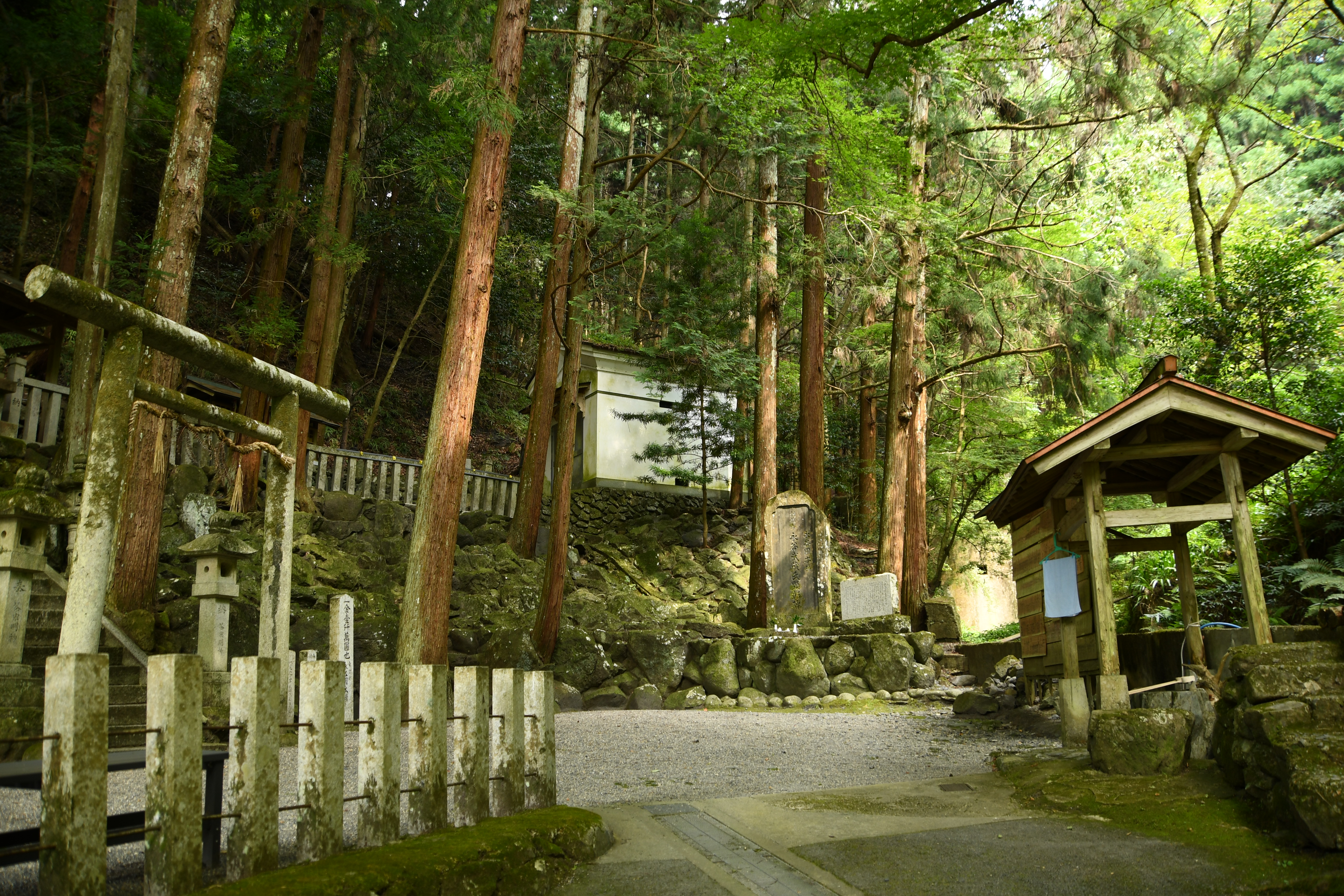
茶宗明神社
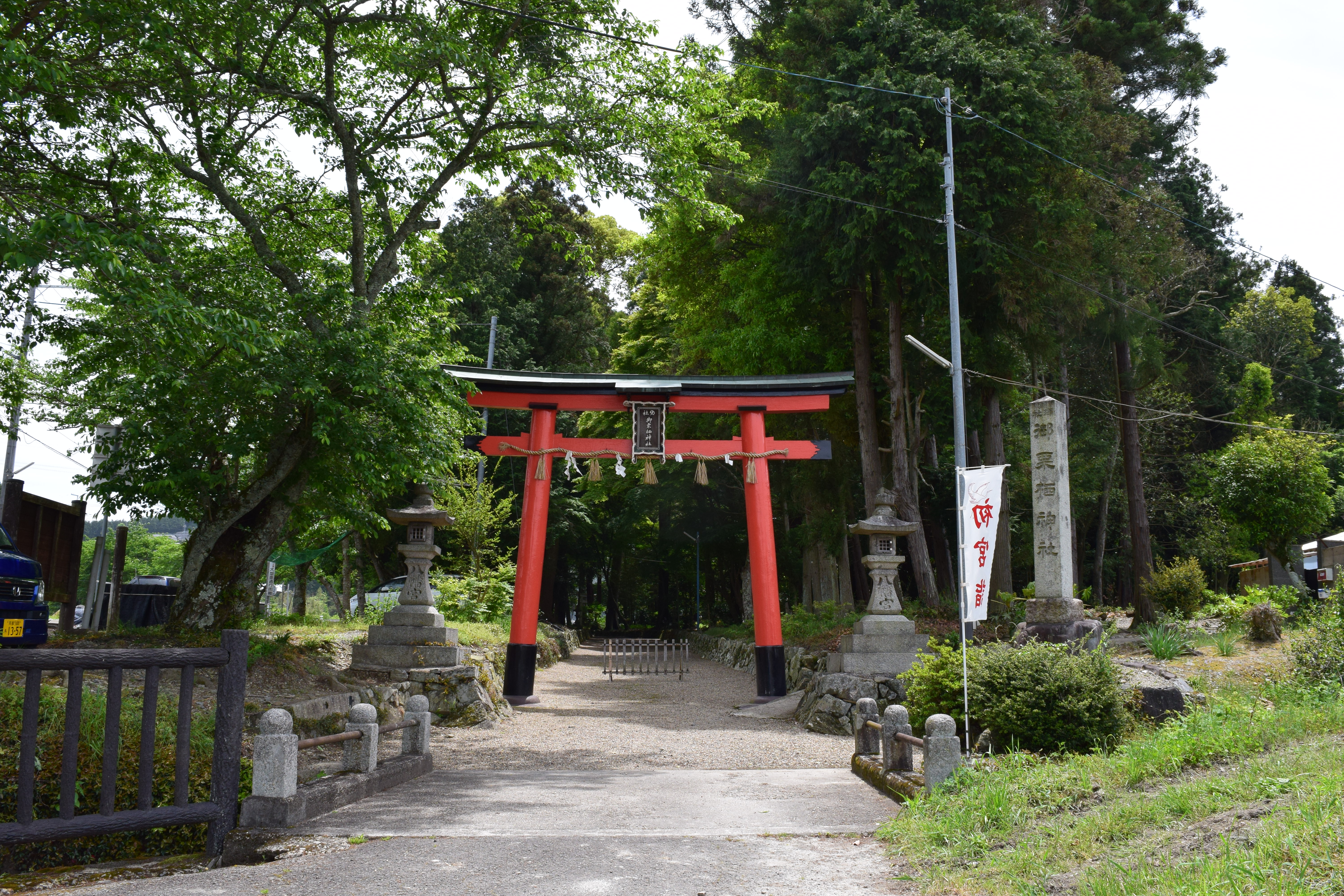
御栗栖神社
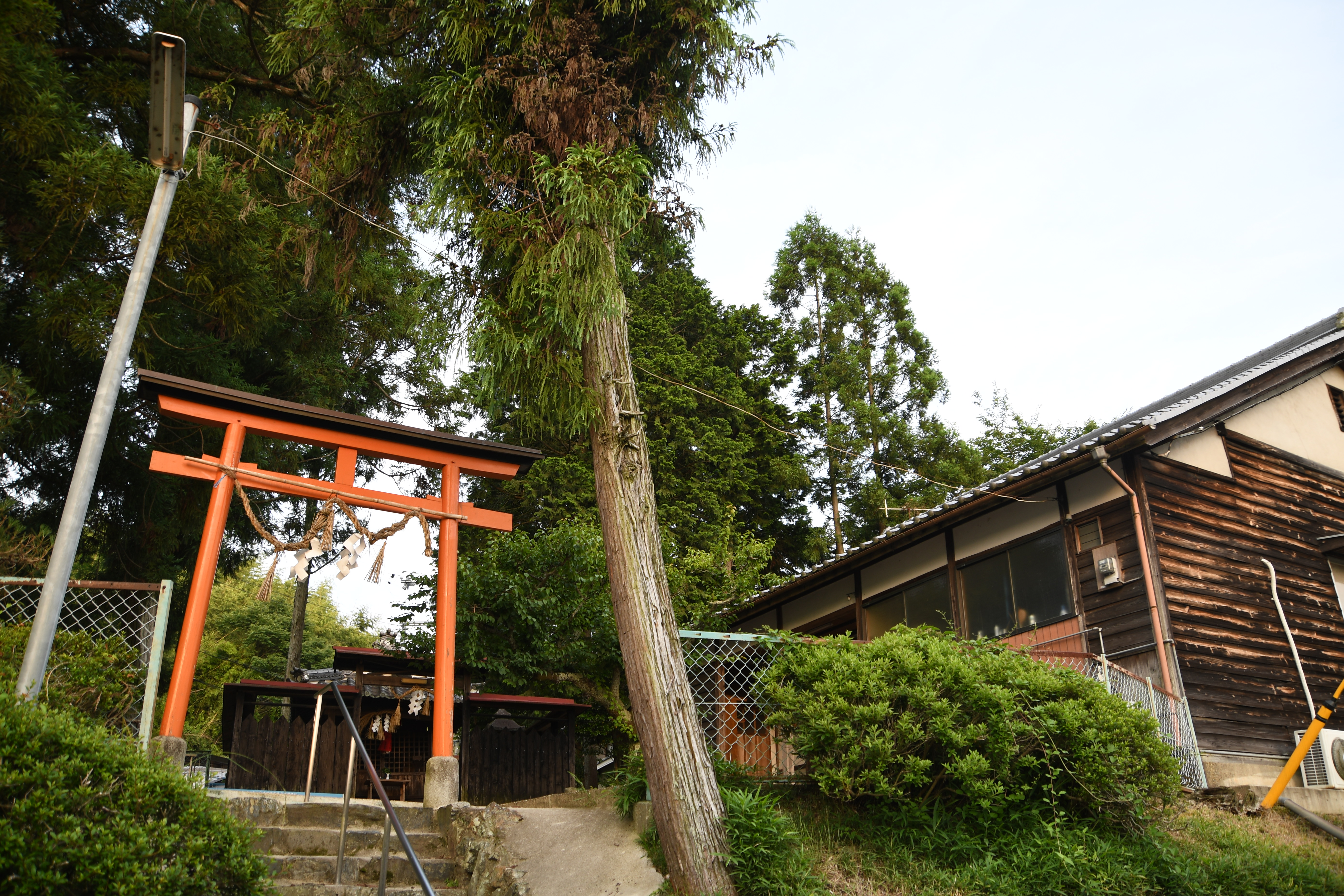
脇神神社
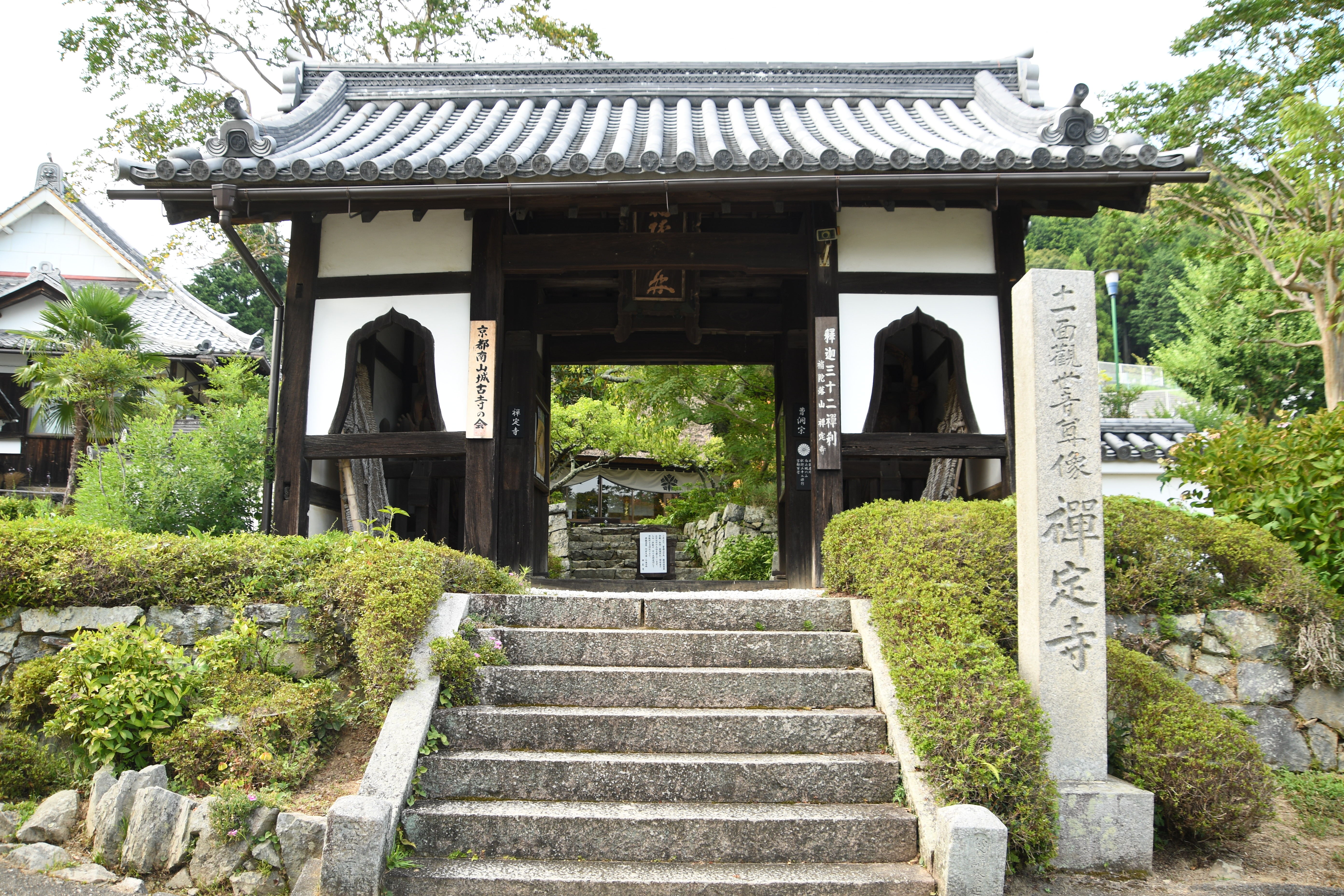
禅定寺
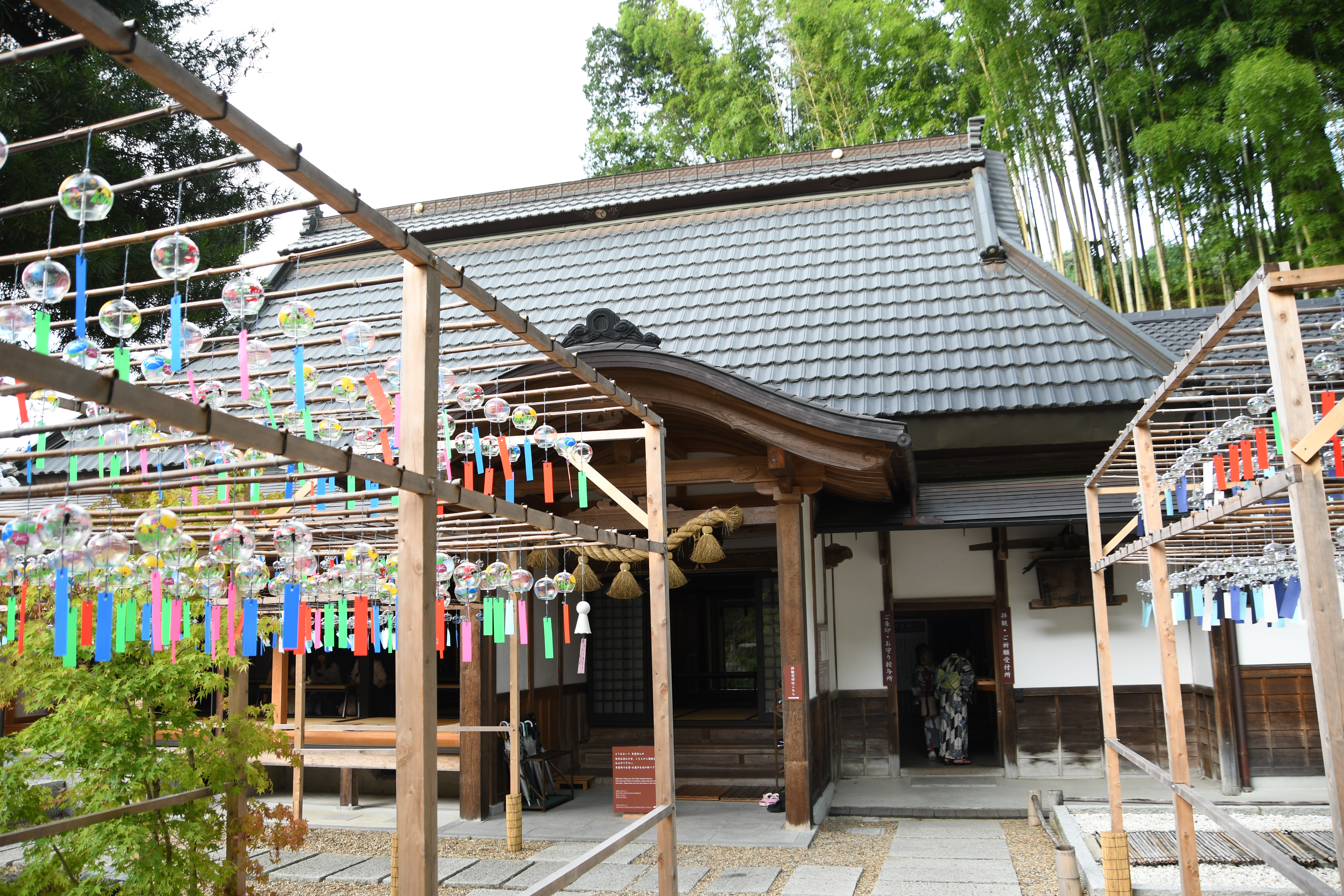
正寿院

主な寺院
- 禅定寺
- 正寿院
- 遍照院

- 雙栗天神社
- 猿丸神社
- 茶宗明神社
- 御栗栖神社
- 脇神神社
- 禅定寺
- 正寿院

### 観光スポット
- 永谷宗円生家
- 宇治田原優駿ステーブル

## 文化・名物

### 祭事・催事
- 商工祭 - 毎年11月3日（文化の日）に宇治田原町住民グラウンドにて開催される。

かつては8月に花火大会も行われていたが、2004年を最後に中止されている。

### 名産・特産
- 宇治茶
- 京野菜

## 関連著名人
- 小笠原秀政（戦国大名）
- 永谷宗円（農家）
- 岸本秀樹（元プロ野球選手、広島東洋カープ）
- 塚本善之（元競輪選手・元プロ野球選手、広島東洋カープ）